# Model Morris-Lecar

Simulació del model Morris-Lecar utilitzant paràmetres que donen lloc a una bifurcació hopf. El corrent injectat varia de 80 nA a 100 nA.

El model Morris-Lecar és un model de neurona biològica desenvolupat per Catherine Morris i Harold Lecar per reproduir la varietat de comportament oscil·latori en relació amb la conductància de Ca++ i K+ a la fibra muscular del percebe gegant. Les neurones de Morris-Lecar presenten excitabilitat de les neurones de classe I i de classe II.

## Història
Catherine Morris (nascuda el 24 de desembre de 1949) és una biòloga canadenca. Va guanyar una beca de la Commonwealth per estudiar a la Universitat de Cambridge, on va obtenir el seu doctorat el 1977. Es va convertir en professora a la Universitat d'Ottawa a principis dels anys vuitanta. Des del 2015, és professora emèrita a la Universitat d'Ottawa. Harold Lecar (18 d'octubre de 1935 - 4 de febrer de 2014) va ser un professor nord-americà de biofísica i neurobiologia a la Universitat de Califòrnia Berkeley. Es va graduar amb el seu doctorat en física a la Universitat de Colúmbia el 1963.
Els experiments de Morris-Lecar es van basar en el mètode de fixació de tensió establert per Keynes et al. (1973).

## Les principals hipòtesis subjacents al model Morris-Lecar
Entre els principals supòsits es troben els següents:
1. Les equacions s'apliquen a un pegat de membrana espacialment iso-potencial. Hi ha dos corrents persistents (no inactivants) dependents de voltatge amb potencials d'inversió polaritzats de manera oposada. El corrent despolaritzant és transportat per ions Na+ o Ca2+ (o ambdós), segons el sistema a modelar, i el corrent hiperpolaritzant és transportat per K+.
2. Les portes d'activació segueixen els canvis en el potencial de membrana amb prou rapidesa perquè la conductància activadora pugui relaxar-se instantàniament fins al seu valor d'estat estacionari a qualsevol voltatge.
3. La dinàmica de la variable de recuperació es pot aproximar mitjançant una equació diferencial lineal de primer ordre per a la probabilitat d'obertura del canal.

## Descripció fisiològica
El model Morris-Lecar és un sistema bidimensional d'equacions diferencials no lineals. Es considera un model simplificat en comparació amb el model Hodgkin-Huxley de quatre dimensions.
Qualitativament, aquest sistema d'equacions descriu la complexa relació entre el potencial de membrana i l'activació dels canals iònics dins de la membrana: el potencial depèn de l'activitat dels canals iònics, i l'activitat dels canals iònics depèn del voltatge. A mesura que es modifiquen els paràmetres de bifurcació, s'exhibeixen diferents classes de comportament de les neurones. τN s'associa amb les escales de temps relatives de la dinàmica de cocció, que varia àmpliament d'una cèl·lula a una altra i presenta una dependència significativa de la temperatura.
Quantitativament:
{\displaystyle {\begin{aligned}C{\frac {dV}{dt}}&~=~I-g_{\mathrm {L} }(V-V_{\mathrm {L} })-g_{\mathrm {Ca} }M_{\mathrm {ss} }(V-V_{\mathrm {Ca} })-g_{\mathrm {K} }N(V-V_{\mathrm {K} })\\[5pt]{\frac {dN}{dt}}&~=~{\frac {N_{\mathrm {ss} }-N}{\tau _{N}}}\end{aligned}}}
on
{\displaystyle {\begin{aligned}M_{\mathrm {ss} }&~=~{\frac {1}{2}}\cdot \left(1+\tanh \left[{\frac {V-V_{1}}{V_{2}}}\right]\right)\\[5pt]N_{\mathrm {ss} }&~=~{\frac {1}{2}}\cdot \left(1+\tanh \left[{\frac {V-V_{3}}{V_{4}}}\right]\right)\\[5pt]\tau _{N}&~=~1/\left(\varphi \cosh \left[{\frac {V-V_{3}}{2V_{4}}}\right]\right)\end{aligned}}}
Cal tenir en compte que les equacions Mss i Nss també es poden expressar com Mss = (1 + exp[−2(V − V1) / V₂])−1 i Nss = (1 + exp[−2(V − V₃) / V4])−1, però la majoria d'autors prefereixen la forma utilitzant les funcions hiperbòliques.